# Viktor Kalabis
Viktor Kalabis (født 27. februar 1923 i Červený Kostelec i Tjekkoslovakiet, død 28. september 2006 i Prag, Tjekkiet) var en tjekkisk komponist.
Kalabis regnes blandt det 20. århundredes vigtige komponister indenfor den klassiske musik i Tjekkiet.
Han har skrevet fem symfonier, orkesterværker, 7 strygerkvartetterter, kammermusik, klaverstykker, balletmusik og koncerter for mange forskellige instrumenter.

## Udvalgte værker
- Symfoni nr. 1 (1957) - for orkester
- Symfoni nr. 2 "Symfoni Pacis" (1961) - for orkester
- Symfoni nr. 3 (1970-1971) - for orkester
- Symfoni nr. 4 (1972) - for orkester
- Symfoni nr. 5 "Fragmenter" (1976)
- Koncert (19?) - for orkester
- Klaverkoncert (1954) - for klaver og orkester
- 2 Violinkoncerter (19?) - for violin og orkester
- 7 Strygerkvartetter (1949 - ?)